# W.S. Gilbert
William Schwenck Gilbert (ur. 18 listopada 1836 w Londynie, zm. 29 maja 1911) – angielski dramatopisarz, librecista oraz poeta. Współtwórca 14 operetek (wraz z Arturem Sullivanem), spośród których najbardziej znane są H.M.S. Pinafore, Piraci z Penzance i Mikado.
Operetki (wspólnie z kompozytorem Arthurem Sullivanem):
- Thespis, or, The Gods Grown Old (1871)
- Trial by Jury (1875)
- The Sorcerer (1877)
- H.M.S. Pinafore (H.M.S. Pinafore, or, The Lass That Loved a Sailor) (1878)
- Piraci z Penzance (The Pirates of Penzance, or, The Slave of Duty) (1879)
- Patience, or, Bunthorne's Bride (1881)
- Iolanthe, or, The Peer and the Peri (1882)
- Princess Ida, or, Castle Adamant (1884)
- Mikado (The Mikado, or, The Town of Titipu) (1885)
- Ruddigore, or, The Witch's Curse (1887)
- The Yeomen of the Guard, or, The Merryman and his Maid (1888)
- Gondolierzy (The Gondoliers, or, The King of Barataria) (1889)
- Utopia, Limited, or, The Flowers of Progress (1893)
- The Grand Duke, or, The Statutory Duel (1896)